# Berioana pauliani
Berioana pauliani là một loài bướm đêm trong họ Noctuidae.